# باد سیمگون
باد سیمگون (چکی: Stříbrný vítr) یک فیلم درام چکی به کارگردانی واتسلاو کرشکا است که در سال ۱۹۵۴ منتشر شد.
باد سیمگون نخستین فیلمِ میلوش فورمن در مقام بازیگر بود.